# Palmarerytem
Palmarerytem är en rodnad, ett erytem, i handflatan. Det kan beroende på orsak vara normalt eller ett symtom på en sjukdom.
Palmarerytem är ofarligt när det uppkommer till följd av graviditet. Systemiska sjukdomar kan ge diffusa symtom såsom palmarerytem, av vilka de vanligare sjukdomarna är dålig leverfunktion, höga östrogennivåer, ledgångsreumatism, giftstruma, diabetes mellitus, cancer, förgiftning och droger.